# Kuntanawa
Os Kuntanawa são um povo ameríndio que habita o estado brasileiro do Acre. Formam uma sociedade de 400 indivíduos.